# Костенурките нинджа (сериал, 2012)
Вижте пояснителната страница за други значения на Костенурките нинджа.
„Костенурките нинджа“ (на английски: Teenage Mutant Ninja Turtles) е американски компютърно анимиран сериал, който дебютира на 29 септември 2012 г. по Nickelodeon. Сериалът е носител на две награди „Еми“ за Най-добър кастинг за анимационна продукция.
Сериалът приключва на 12 ноември 2017 г. след 5 сезона. През 2018 г. ще започне „Възходът на костенурките нинджа“, отново по Nickelodeon. Роб Полсън (гласът на Донатело) ще е режисьор на озвучаването.

## В България
В България сериалът, преведен като „Костенурките нинджа: Нова мутация“, започва излъчване на 20 април 2013 г. по TV7.
Също на 20 април 2013 започва и по Super7 от 15:05 с един епизод, а разписанието е всяка неделя от 12:10 по два епизода наведнъж, като единият е повторение, а другият е нов, както и по един нов епизод всяка събота от 15:05. Ролите се озвучават от артистите Петя Абаджиева, Живко Джуранов, Александър Воронов, Тодор Георгиев, Иван Велчев и Явор Караиванов.
На 20 април 2014 г. започва втория сезон и по локалната версия на 
Nickelodeon. В периода 20 април до 29 юни се излъчват първите 10 епизода. От 21 септември до 28 декември са излъчени епизодите от 11 до 26. Дублажът е на Александра Аудио, а екипът се състои от:
| Озвучаващи артисти | Озвучаващи артисти |
| ------------------ | --- |
| Леонардо           | Константин Лунгов |
| Рафаело            | Кирил Бояджиев |
| Донатело           | Иван Петков (сезони 1-2) Явор Караиванов (сезони 3-5)                                                                          |
| Микеланджело       | Христо Димитров |
| Ейприл О Нийл      | Теодора Пеева (сезони 1-2) Ева Данаилова (сезони 3-5)                                                                          |
| Сплинтър           | Христо Бонин |
| Карай              | Елена Бойчева |
| Кейси Джоунс       | Иван Велчев |
| Шрьодер            | Георги Тодоров (сезони 1-3) |
| Други гласове      | Николай Пърлев Светломир Радев Георги Иванов Стоян Цветков Тодор Георгиев Стефан Къшев Петър Бонев Мариета Петрова Росен Русев |

| Пост                   | Име            |
| ---------------------- | -------------- |
| Изпълнителен продуцент | Васил Новаков  |
| Преводач               | Силвия Вълкова |
| Режисьор на дублажа    | Петър Бонев    |
| Тонрежисьор            | Петър Костов   |